# Creative Commons-licenties
De Creative Commons-licenties vormen een samenhangend geheel van diverse publieke licenties waarmee een werk vrij beschikbaar gesteld kan worden dat onder het auteursrecht en/of naburig recht valt. Alleen de rechthebbende, in eerste instantie de auteur, mag een werk vrijgeven onder een Creative Commons-licentie. 
De licenties van Creative Commons specificeren welke rechten de gebruiker van een werk heeft en onder welke voorwaarden deze het werk verder mag verspreiden en eventueel mag aanpassen.

## Voorwaarden
De licentiegever moet de economische rechten op het werk hebben om werk beschikbaar te stellen onder een Creative Commons-licentie. De auteur of maker van het werk verkrijgen vaak automatisch deze rechten bij de creatie van het werk. Deze is dan de rechthebbende. In het geval dat de auteur een contractuele overdracht van rechten heeft gedaan dan kunnen deze rechten ook ergens anders liggen. 
Als het werk al onder een publieke licentie is gepubliceerd, kan het door elke derde partij nogmaals worden geüpload, op een ander platform, door gebruik te maken van een compatibele licentie en door naamsvermelding en te verwijzen aan de originele licentie (bijvoorbeeld via de URL van de originele licentie).

## Consequenties
De licentie is niet-exclusief en vrij van royalty's, onbeperkt wat betreft grondgebied en duur, en is onherroepelijk, tenzij een nieuwe licentie wordt verleend door de auteur nadat het werk aanzienlijk is gewijzigd. Elk gebruik van het werk dat niet onder andere auteursrechtelijke regels valt, brengt de publieke licentie in werking. Bij activering van de licentie moet de licentiehouder zich houden aan alle voorwaarden van de licentie, anders is de licentieovereenkomst onrechtmatig en maakt de licentiehouder een inbreuk op het auteursrecht. De auteur, of de licentiegever als gevolmachtigde, heeft de wettelijke rechten om op te treden tegen elke inbreuk op het auteursrecht. De licentiehouder heeft een beperkte periode om eventuele niet-naleving te corrigeren.

## Opbouw
De licenties zijn opgebouwd volgens een soort 'menu' waarbij verschillende restricties gecombineerd kunnen worden:
| Icoon                               | Voorwaarde                                 | Omschrijving |
| ----------------------------------- | ------------------------------------------ | --- |
| Naamsvermelding                     | Naamsvermelding (BY; attribution)          | Licentienemers mogen het werk alleen kopiëren, verspreiden, tentoonstellen en uitvoeren, en afgeleide werken maken wanneer zij de auteur of licentieverstrekker op een door deze gespecificeerde manier vermelden. (Sinds 2004 bevatten alle Creative Commons-licenties behalve CC0 het BY-element, wat inhoudt dat licentienemers altijd de auteur of licentieverstrekker dienen te vermelden.) |
| Niet-commercieel · Niet-commercieel | Niet-commercieel (NC; non-commercial)      | Licentienemers mogen het werk alleen kopiëren, verspreiden, tentoonstellen en uitvoeren, en afgeleide werken maken voor niet-commerciële doeleinden. |
| Geen afgeleiden                     | Geen afgeleide werken (ND; no derivatives) | Licentienemers mogen het werk alleen kopiëren, verspreiden, tentoonstellen en uitvoeren in ongewijzigde vorm (zij mogen geen afgeleide werken maken). |
| Gelijk delen                        | Gelijk delen (SA; share alike)             | Licentienemers mogen afgeleide werken alleen verspreiden onder dezelfde licentie als het oorspronkelijke werk. (Deze voorwaarde maakt van de licentie een copyleft-licentie.) |

Sommige restricties zijn  niet te combineren: "ND" sluit bijvoorbeeld het maken van afgeleide werken uit, en daarmee ook het toevoegen van de "SA"-voorwaarde. De eerste versies van de licenties zijn eind 2002 door Creative Commons beschikbaar gemaakt. 
Hoewel men in principe geen naamsvermelding zou hoeven eisen, zijn de licenties die dit niet vereisen, niet verder ontwikkeld omdat in de praktijk in vrijwel alle gevallen de maker en/of licentieverstrekker een licentie koos die wel naamsvermelding vereiste. Sindsdien zijn de mogelijke standaardlicenties:
| Icoon             | Code        | Nederlandse titel                                   | Engelse titel                           | Vrije kennis* |
| ----------------- | ----------- | --------------------------------------------------- | --------------------------------------- | ------------- |
| CC-BY-icoon       | CC BY       | Naamsvermelding                                     | Attribution                             | Ja            |
| CC-BY-SA-icoon    | CC BY-SA    | Naamsvermelding-GelijkDelen                         | Attribution-ShareAlike                  | Ja            |
| CC-BY-ND-icoon    | CC BY-ND    | Naamsvermelding-GeenAfgeleideWerken                 | Attribution-NonDerivative               | Nee           |
| CC-BY-NC-icoon    | CC BY-NC    | Naamsvermelding-NietCommercieel                     | Attribution-Noncommercial               | Nee           |
| CC-BY-NC-SA-icoon | CC BY-NC-SA | Naamsvermelding-NietCommercieel-GelijkDelen         | Attribution-Noncommercial-ShareAlike    | Nee           |
| CC-BY-NC-ND-icoon | CC BY-NC-ND | Naamsvermelding-NietCommercieel-GeenAfgeleideWerken | Attribution-Noncommercial-NoDerivatives | Nee           |

* Werken met een vrije kennis licentie zijn "Goedgekeurd voor Vrije Culturele Werken" volgens de Definitie van Vrije Culturele Werken en zijn compatibel met websites zoals Wikipedia en Wikimedia Commons.
De licenties kennen een 'formeel-juridische' versie, die de enige rechtsgeldige versie is, en een 'voor mensen leesbare' versie, die in niet-juridische termen uitlegt wat een licentie in de praktijk betekent. In 2014 is de nieuwste versie (4.0) van de licenties gepubliceerd.

## Speciale licenties
Naast de genoemde standaardlicenties zijn er nog enkele licenties ingevoerd voor speciale toepassingsgebieden, zoals licenties die sampling toestaan voor bepaalde doeleinden maar niet het verspreiden van grotere delen van het werk (of dat laatste dan alleen onder verdere restricties), en een licentie die voor ontwikkelingslanden gratis gebruik mogelijk maakt maar niet voor rijkere landen. Enkele van deze licenties zijn niet verder ontwikkeld naar aanleiding van kritiek of omdat ze in de praktijk te weinig gebruikt werden.

## CC Zero
In 2009 bracht Creative Commons CC0 (CC Zero) uit, dat ze niet als licentie maar als gereedschap beschrijven, waarmee een auteur een werk effectief in het publieke domein kan plaatsen en als dat niet mogelijk is onder zo weinig mogelijk restricties vrijgeeft.

## Public Domain Mark
Creative Commons heeft naast de licenties en CC0 ook een tool uitgebracht waarmee mensen kunnen aangeven dat de rechten op een werk zijn verlopen. Dit heet de Creative Commons Public Domain Mark.

## Gebruik
Verschillende grote internetprojecten gebruiken een van de CC-licenties of -gereedschappen.
Bekende Nederlandse projecten en platformen die Creative Commons licenties gebruiken zijn:
- Wikipedia, waar de inhoud van de artikelen beschikbaar is onder CC BY-SA,
- de Nederlandse Rijksoverheid, die de inhoud van haar websites in principe onder CC0 vrijgeeft.
- Het Nationaal Archief en het Rijksmuseum biedt veel van haar collecties aan onder een CC0 publieke domein dedicatie.
- Data die door Nederlandse (lokale) overheden wordt gegenereerd wordt vaak beschikbaar gesteld onder een Creative Commons-licenties via data.overheid.nl.
- Het in Nederland gevestigde muziekplatform Tribe of Noise geeft aan dat het van meer dan 30.000 artiesten Creative Commons gelicenseerd materiaal beschikbaar heeft.[7]